# Diospiloides hooleyi
Diospiloides hooleyi är en stekelart som beskrevs av Cockerell 1921. Diospiloides hooleyi ingår i släktet Diospiloides och familjen bracksteklar. Inga underarter finns listade i Catalogue of Life.